# 5647 (année hébraïque)
5647 (hébreu : ה'תרמ"ז , abbr. : תרמ"ז) est une année hébraïque qui a commencé à la veille au soir du 30 septembre 1886 et s'est finie le 18 septembre 1887. Cette année a compté 354 jours. Ce fut une année simple dans le cycle métonique, avec un seul mois de Adar. Ce fut la cinquième année depuis la dernière année de chemitta.

## Calendrier
Ce calendrier hébraïque de l'année 5647 donne les correspondances avec les dates du calendrier grégorien.
Le premier nombre dans chaque case correspond au jour du mois hébraïque. Les jours en couleurs sont des jours remarquables juifs .
| ◄◄ | 5647 | ►► |

## Naissances
- David ben Gourion
- Franz Rosenzweig

## Décès
5642 - 5643 - 5644 - 5645 - 5646 - 5647 - 5648 - 5649 - 5650 - 5651 - 5652